# Elaeagnus taliensis
Elaeagnus taliensis — вид квіткових рослин з родини маслинкових (Elaeagnaceae). Поширення: Китай (зх. Юньнань). Росте на висотах ≈ 1500 метрів.

## Біоморфологічна характеристика
Це вічнозелений прямовисний кущ. Колючки відсутні; молоді гілки густо іржаво-лускаті. Ніжка листка 6–8 мм, тонка й густо червоно-коричнево луската; листова пластинка яйцеподібна або широкоеліптична, 2–7 × 1.3–3 см, спочатку знизу з рідкісними сріблястими або коричневими лусками, деякі стають зірчастими, зверху спочатку з рідкісними сріблястими або коричневими лусками, пізніше гола та точкова, бічні жилки 6 або 7 з кожного боку середньої жилки, знизу ледь помітні, зверху дещо помітні, основа ± закруглена, край часто злегка загнутий або неправильний, верхівка закруглена або тупа. Квітки зібрані в пазушних кластерах по 5–7, здебільшого біля основи пагонів. Квітконіжка срібляста, 4–8 мм. Квітки білуваті, зовні з щільними сріблястими лусками, змішаними з кількома коричневими лусками. Трубка чашечки трубчасто-дзвончаста, 5–6 мм; частки трикутні, ≈ 3 мм, всередині блідо-жовті, рідко білі, зірчасто-волосаті, верхівка тупо загострена.